# Алън Рикман
Алън Сидни Патрик Рикман (на английски: Alan Sidney Patrick Rickman) е британски актьор и театрален режисьор, роден в Лондон, Англия. Той става популярен след ролята си на злодея Ханс Грубър в „Умирай трудно“ от 1988 г. Амплоа, което затвърждава и в образа на шерифа на Нотингам от „Робин Худ: Принцът на разбойниците“ (1991), за който получава награда БАФТА. Известен е и с участието си в поредицата за Хари Потър като тъмния учител Сивиръс Снейп. Рикман е също така и именит театрален актьор в съвременни и класически постановки и член на кралската Шекспирова трупа.

## Биография

### Произход и младежки години
Рикман е роден на 21 февруари 1946 година в Южен Хамърсмит, Лондон в семейство от работническата класа. Майка му Маргарет Дорийн Роус е домакиня, а баща му Бърнард Рикман работи в завод. Майката на Рикман е от Уелс и е методистка, а баща му произхожда от ирландско католическо семейство. Алън има по-голям брат Дейвид, роден в 1944 година и занимаващ се с графичен дизайн, и по-малък брат Майкъл, роден в 1947 година, работещ като треньор по тенис, както и по-малка сестра Шелия, родена в 1949 година. Рикман посещава училище в Актън, в което се преподава по метода на Монтесори.
Когато Алън е на 8 години, баща му умира. Майката на Рикман се омъжва отново, но се развежда след три години. По-късно Рикман казва, че майка му има само една любов в живота си. Алън се отличава в училище в калиграфията и акварелното рисуване и печели стипендия в средно училище в Лондон, където започва да се занимава с драма. След това Рикман посещава Колежа за изкуство и дизайн към Университета за изящни изкуства в Лондон, а след това следва в Кралския колеж за изкуство. Това образование му позволява да работи като графичен дизайнер за радикалния вестник „Нотинг Хил Хералд“, което той смята за по-сигурен занаят от актьорството.
След като завършва, заедно с приятели Рикман отваря студио за графичен дизайн, наречено „Графити“, но след 3 години успешен бизнес той решава да се заеме професионално с актьорство. Алън пише до Кралската академия за драматично изкуство, молейки за прослушване, след което е приет и посещава академията от 1972 до 1974 година. Докато следва там, разучава творбите на Шекспир и за да се издържа работи като декоратор при сър Найджъл Хоторн и сър Ралф Ричардсън, като печели няколко награди.

### Кариера и последни години
Алън Рикман е известен с участието си в телевизионни продукции, кинопродукции и с театралните си роли. Играе в поставената на Бродуей пиеса Private Lives в 2002 година и за ролята си е номиниран за втори път за награда „Тони“, след като в 1987 година за пръв път е номиниран за ролята си в пиесата „Опасни връзки“ (Les Liaisons Dangereuses). Рикман участва в пиесата на Тереса Ребек „Семинар“ (Seminar), поставена на Бродуей в 2011 година.
Умира на 14 януари 2016 г. в Лондон от рак на панкреаса.

## Филмография
| Година | Заглавие на български                          | Оригинално заглавие                            | Роля                          | Режисьор                            | Бележки |
| ------ | ---------------------------------------------- | ---------------------------------------------- | ----------------------------- | ----------------------------------- | ------- |
| 1978   | „Ромео и Жулиета“                              | Romeo & Juliet                                 | Тибалт                        | телевизионен – ББС                  |         |
| 1982   | „Хроники за Барчестър“                         | The Barchester Chronicles                      | Обейдиъх Слоуп                | телевизионен – ББС                  |         |
| 1988   | „Умирай трудно“                                | Die Hard                                       | Ханс Грубър                   |                                     |         |
| 1989   | „Януарският мъж“                               | The January Man                                | художникът Ед                 |                                     |         |
| 1990   | „Куигли в Австралия“                           | Quigley Down Under                             | Елиът Марстън                 |                                     |         |
| 1990   | „Искрено, лудо, дълбоко“                       | Truly Madly Deeply                             | Джейми                        | номинация БАФТА                     |         |
| 1991   | „Робин Худ: Принцът на разбойниците“           | Robin Hood: Prince of Thieves                  | шерифът на Нотингам           | награда БАФТА                       |         |
| 1991   | „Затвори очите ми“                             | Close My Eyes                                  | Синклеър Брайънт              |                                     |         |
| 1991   | „Малка земя“                                   | Closet Land                                    | запитвач                      |                                     |         |
| 1992   | „Боб Робъртс“                                  | Bob Roberts                                    | Лукас Харт ІІІ                |                                     |         |
| 1994   | „Месмър“                                       | Mesmer                                         | Франц Антон Месмър            |                                     |         |
| 1995   | „Едно ужасно голямо приключение“               | An Awfully Big Adventure                       | П. Л. О`Хара                  |                                     |         |
| 1995   | „Разум и чувства“                              | Sense and Sensibility                          | полковник Брандън             | номинация БАФТА                     |         |
| 1996   | „Распутин“                                     | Rasputin                                       | Григорий Распутин             | награда ЕМИ награда „Златен глобус“ |         |
| 1996   | „Майкъл Колинс“                                | Michael Collins                                | Имън Де Валера                |                                     |         |
| 1997   | „Зимният гост“                                 | The Winter Guest                               | мъж на улицата                | неплатен режисьор и съсценарист     |         |
| 1998   | „Целувката на Юда“                             | Judas Kiss                                     | детектив Дейвид Фрийдман      |                                     |         |
| 1998   | „Тъмен залив“                                  | Dark Harbor                                    | Дейвид Уейнбърг               |                                     |         |
| 1999   | „Догма“                                        | Dogma                                          | Метатрон                      |                                     |         |
| 1999   | „Галактическо търсене“                         | Galaxy Quest                                   | Александър Дейн / д-р Лазарус |                                     |         |
| 2000   | „Пиеса“                                        | Play                                           | М                             |                                     |         |
| 2000   | „Помощ! Аз съм риба!“                          | Help! I'm a Fish!                              | Джо                           | анимация глас                       |         |
| 2000   | „Фризьори“                                     | Blow Dry                                       | Фил Алън                      |                                     |         |
| 2001   | „Търсенето на Джон Гисинг“                     | The Search for John Gissing                    | Джон Гисинг                   |                                     |         |
| 2001   | „Хари Потър и Философският камък“              | Harry Potter and the Philosopher's Stone       | Сивиръс Снейп                 |                                     |         |
| 2002   | „Хари Потър и Стаята на тайните“               | Harry Potter and the Chamber of Secrets        | Сивиръс Снейп                 |                                     |         |
| 2002   | „Кралят на хълма“                              | King of the Hill                               | Крал Филип                    | анимация глас                       |         |
| 2003   | „Наистина любов“                               | Love Actually                                  | Хари                          |                                     |         |
| 2004   | „Нещо което Господ направи“                    | Something the Lord Made                        | д-р Алфред Блалок             | номинация ЕМИ                       |         |
| 2004   | „Хари Потър и Затворникът от Азкабан“          | Harry Potter and the Prisoner of Azkaban       | Сивиръс Снейп                 |                                     |         |
| 2005   | „Хари Потър и Огненият бокал“                  | Harry Potter and the Goblet of Fire            | Сивиръс Снейп                 |                                     |         |
| 2005   | „Пътеводител на галактическия стопаджия“       | The Hitchhiker's Guide to the Galaxy           | Марвин                        | глас                                |         |
| 2006   | „Парфюмът: Историята на един убиец“            | Perfume: The Story of a Murderer               | Антоан Риши                   |                                     |         |
| 2006   | „Снежен кейк“                                  | Snow Cake                                      | Алекс Хюз                     |                                     |         |
| 2007   | „Синът на нобелиста“                           | Nobel Son                                      | Илай Майкълсън – нобелистът   |                                     |         |
| 2007   | „Хари Потър и Орденът на феникса“              | Harry Potter and the Order of the Phoenix      | Сивиръс Снейп                 |                                     |         |
| 2007   | „Суини Тод: Бръснарят демон от Флийт Стрийт“   | Sweeney Todd: The Demon Barber of Fleet Street | съдия Търпин                  |                                     |         |
| 2008   | „Замаяна бутилка“                              | Bottle Shock                                   | Стивън Спъриър                |                                     |         |
| 2009   | „Хари Потър и Нечистокръвния принц“            | Harry Potter and the Half-Blood Prince         | Сивиръс Снейп                 |                                     |         |
| 2010   | „Алиса в Страната на чудесата“                 | Alice in Wonderland                            | Синята Гъсеница               |                                     |         |
| 2010   | „Хари Потър и Даровете на Смъртта: Първа част“ | Harry Potter and the Deathly Hallows           | Сивиръс Снейп                 |                                     |         |
| 2011   | „Хари Потър и Даровете на Смъртта: Втора част“ | Harry Potter and the Deathly Hallows           | Сивиръс Снейп                 |                                     |         |
| 2012   | „Гамбит“                                       | Gambit                                         | лорд Лайънел Шабандар         |                                     |         |
| 2013   |                                                | A Promise                                      | Карл Хофмайстер               |                                     |         |
| 2013   |                                                | CBGB                                           | Хили Кристал                  |                                     |         |
| 2013   | „Иконом на седем президенти“                   | The Butler                                     | Роналд Рейгън                 |                                     |         |
| 2014   | „Малки бъркотии“                               | A Little Chaos                                 | Луи XIV                       | режисьор                            |         |
| 2015   | „Война на дронове“                             | Eye in the Sky                                 | Франк Бенсън                  |                                     |         |
| 2016   | „Алиса в Огледалния свят“                      | Alice Through the Looking Glass                | гъсеницата Абсолем            | глас                                |         |

## Награди
Награди БАФТА (Великобритания)
- Награда за най-добър актьор в поддържаща роля за Робин Худ: Принцът на крадците (1991)[11]

Награди ЕМИ (САЩ)
- Награда за най-добър актьор в главна роля в телевизионен филм за Распутин (1996)[11]

Награди „Златен глобус“ (САЩ)
- Награда за най-добър актьор в главна роля в телевизионен филм за Распутин (1996)[11]

Награди MTV (САЩ)
- Награда за най-добро изпълнение на злодей за Робин Худ: Принцът на крадците (1991)[11]